# 世界人権会議
世界人権会議（せかいじんけんかいぎ、英語: World Conference on Human Rights）は、国際連合の主催によりオーストリア・ウィーンで1993年6月14日から25日にかけて開催された人権に関する国際会議である。冷戦終結後開催された最初の人権に関する国際会議であり、その成果はウィーン宣言及び行動計画としてまとめられた。

## 背景
世界人権会議は、人権問題に特化した国際会議としては、1968年4月-5月に世界人権宣言20周年を記念してイラン・テヘランで開催された国際人権会議 (International Conference on Human Rights) に続いて2番目である。
世界人権会議開催前後は、1992年6月にリオ・デ・ジャネイロで開かれた環境と開発に関する国際連合会議（地球サミット）、1994年9月にカイロで開かれた国際人口開発会議など、国際会議が多く開かれた時期であった。その後には1995年3月にコペンハーゲンで開かれた社会開発世界サミット、同年9月に北京で開かれた第4回世界女性会議などが続いた。これらの会議は、国際的な参加、協議、政策形成を促す方法として、また国際社会の方向性に影響を及ぼす新しい方法として捉えられていた
人権について世界会議を行うという提案がされたのは1989年であった。当時、冷戦の終結が、長い間二極対立によって停滞し歪められていた国連の行動に変革をもたらすとの期待が生まれていた。
しかし、1993年までの準備作業の中で、そのような楽観的な見通しは修正を迫られた。準備会議は1991年からスイスのジュネーヴで行われたほか、各地域での会合も開かれた。これらの中で各国が合意できる新たな理念を生み出す努力がなされたが、国家の主権、NGOの役割、また国連の人権文書が実施可能で公平なものかといった点についての立場の違いを際立たせた。国連総会は、最終的に1992年に会議の議題を決定することを迫られた。アムネスティ・インターナショナルの事務局長Pierre Sanéは、この会議が人権にとっての後退になるのではないかと懸念を示した。彼は、「各国政府が乗り気でないのは驚くことではない。結局のところ、彼らは人権を侵害している主体なのだ。」と述べた。

## 会議
世界人権会議には、171か国の代表と800のNGOなど、併せて約7000人が出席した。これは人権に関する会議としては史上最大である。
会議の手続規則では、人権侵害が行われている特定の国又は場所――現に紛争が起こっているボスニア・ヘルツェゴヴィナ、アンゴラ、リベリアや人権侵害が批判されている中国、キューバを含め――には言及しないこととされた。人権侵害は抽象的にしか議論されないこととなった。これについて、ニューヨーク・タイムズ紙は会議が「現実から奇妙に切り離された雰囲気の中で」行われていると評した。特に、ボスニア・ヘルツェゴビナ紛争は会議開催地のウィーンから飛行機で1時間のところで起こっていたのであり、国際協調の新しい時代が到来したのなどではないことを物語っていた。
手続規則にかかわらず、会場ではNGO等の団体やデモ参加者が、競い合うように、世界中で起きている人権侵害について語り、残虐行為の写真を掲げていた。ポリサリオ戦線と西サハラについて訴えていたある人物は、「気付いてもらうのも難しい」と語っていた。
会議における対立は、主に、人権に普遍的価値を与えようとする西側諸国と、非西洋文化においては人権は異なる解釈が必要であるとして、普遍的な定義を与えようとすることは内政干渉に当たるとする国との間で生じた。後者のグループを主導したのは、中国、シリア、イランであり、シンガポール、マレーシア、インドネシア、ベトナム等のアジアの多くの国もこれに加わった。会議初日、アメリカ合衆国国務長官ウォーレン・クリストファーはこの考え方に強く反対を唱え、「我々は、文化的相対主義が抑圧の最後の隠れ家となることを許すことはできない」と述べた。
前アメリカ合衆国下院議員Geraldine Ferraroは、同国政府代表として会議に出席し、特に女性の権利に関心を持って取り上げた。
中華人民共和国の圧力にかかわらず、ダライ・ラマ14世は会議に出席を果たし「人間の責任」について演説を行った。

## 成果
世界人権会議の成果は、ウィーン宣言及び行動計画としてまとめられ、1993年6月25日、コンセンサスで採択された。「よくできているが空虚な説教」という見方もあるが、1990年代初頭という時代における人権問題に対する共通理解を可能な限り表したものといえる。また、いくつかの点において新しい進展を示した。民主主義、経済成長と人権との相互依存性を打ち出したことはその一つである。特に、社会権（経済的、社会的、文化的権利）と自由権（市民的、政治的権利）とを峻別する冷戦時代の考え方から、人権は不可分（一つの権利だけを他と切り離すことはできない）、相互依存性（一つの権利の実現には他の権利の実現も必要）、相互関連性（全ての人権は相互に関連していること）という考え方への切り替えが確認された。女性、児童、先住民の権利を保護するための条約の作成が求められた。国連人権センターへの財政支援が要請された。更に、最も重要な点として、新たに国際連合人権高等弁務官の設置が要請された。
国連総会は、その後、ウィーン宣言を総会決議48/121として承認した。また、1993年12月20日、国連人権高等弁務官を設置した。
2000年代前半までに、ウィーン宣言及び行動計画によって勧告された取組は、全部、又は部分的にであっても達成された。世界人権会議は、NGOが人権分野で活動を続けることの重要性にも目を向けさせた。